# Derrick Carter
Pour les articles homonymes, voir Carter.
Derrick Carter est un compositeur et musicien américain de house music. Il est considéré par la presse spécialisée comme un des représentants et fondateurs du genre.

## Biographie
Né le 21 octobre 1969 à Compton, en Californie, Derrick Carter grandit en banlieue de Chicago et commence à mixer à l'âge de 9 ans. Il devient professionnellement Dj et producteur en 1987 et s'établit rapidement comme figure underground représentative de la scène Chicago House. Ses rares interviews révèlent un personnage authentique et passionné qui considère la musique comme une fin en soi et non comme un moyen de servir ses propres intérêts.
En tant que remixeur, il travaille pour un large éventail d'artistes, dont The Beloved, The Human League, Ricky Martin, Boris Dlugosch, Modjo, DJ Sneak et Röyksopp. Après une brève interruption, il revient à la production, remixant des artistes tels que Rosie Brown et Truman Industries.
En 2006, Carter est nommé 53e des 100 Chicagoans les plus célèbres d'après une enquête (basée principalement sur les résultats de Google) réalisée par l'hebdomadaire gratuit Newcity. Cette liste comprend aussi des figures de la house comme Felix da Housecat (no 21) et Frankie Knuckles (no 41).
Tout au long de sa carrière, Carter est associé à divers groupes, dont Conception, Symbols and Instruments et Tone Theory. Sa discographie comprend des œuvres influentes comme Mood, Poverty de Luxe et Squaredancing in a Roundhouse, ainsi que de nombreux singles.

## Discographie

### Albums studio
- 1989 : Mood
- 1996 : The Future Sound of Chicago, Vol. 2
- 1996 : The Many Shades of Cajual
- 1997 : Derrick Carter – The Cosmic Disco
- 1998 : Pagan Offering
- 2001 : Derrick L. Carter presents: About Now...
- 2002 : Squaredancing in a Roundhouse
- 2003 : Azuli presents Derrick Carter – Choice – A Collection of Classics
- 2003 : Derrick L. Carter – Nearest Hits & Greatest Misses
- 2003 : Poverty De Luxe
- 2004 : Derrick Carter & Mark Farina – Live at OM
- 2005 : Sessions – Mixed by Derrick Carter
- 2010 : Fabric 56: Derrick Carter
- 2012 : Derrick Carter – House Masters

### Singles
- Fantasy Girl
- We're Gonna Have A Good Time / Release Yourself
- Cajmere
- The Sound Patrol
- Shock Therapy
- Skylab
- Tortoise
- Nü Pschidt
- Mo Pschidt
- Dreaming
- The Unterschrift
- Where U At?
- Red Nail – People
- Squaredancing in a Roundhouse
- Derrick L. Carter v Freaks – Legacy
- Life is Like a Circle